# Karin Vosseberg
Karin Vosseberg (* 1962 in Osnabrück) ist eine deutsche Informatikerin und Hochschullehrerin. Seit 2009 lehrt sie Informatik an der Hochschule Bremerhaven mit den Schwerpunkten IT-Systemintegration, Software Engineering und Qualitätssicherung. Von 2015 bis 2020 war sie dort Konrektorin für Studium und Lehre und 2020/2021 kommissarische Rektorin.

## Leben
Karin Vosseberg studierte von 1981 bis 1987 Informatik an der Universität Bremen. Als wissenschaftliche Mitarbeiterin beschäftigte sie sich mit der Frage nach der Qualität von Software. 1996 promovierte sie in Informatik mit einer Dissertation über das Thema Sicherheit in objektorientierten Systemen.
Von 1997 bis 2000 war sie an der Universität Bremen zusammen mit Veronika Oechtering und Ingrid Rügge im Projekt Informatica Feminale aktiv an der Gründung und Durchführung der Sommeruniversität für Frauen in der Informatik beteiligt.
Bevor sie Professorin an der Hochschule Bremerhaven wurde, war sie von 2001 bis 2009 als IT-Consultant in Beratungsfirmen tätig.
Sie forscht zu Themen der Qualitätssicherung in Softwaresystemen. Zudem ist es ihr ein Anliegen, ein Bewusstsein für die nachhaltige datensparsame Gestaltung von IT-Systemen und für digitale Souveränität bereits in der Informatikausbildung zu verankern. Junge Menschen für Informatik zu begeistern und das gesellschaftliche Gestaltungspotential darin aufzuzeigen ist ihr ein weiteres Anliegen. Sie möchte als Vorbild viele junge Menschen für ein Informatikstudium begeistern und zeigen, dass Privates und Berufliches harmonisch miteinander verbunden werden können.
Karin Vosseberg ist verheiratet und hat zwei Söhne. Sie lebt in Bremen.

## Ehrenamt und Engagement
Vosseberg engagiert sich seit 1986 ehrenamtlich im Forum InformatikerInnen für Frieden und gesellschaftliche Verantwortung (FIfF).
Seit 1987 ist Vosseberg aktives Mitglied in der GI-Fachgruppe „Frauen und Informatik“ in der Gesellschaft für Informatik (GI), der sie seit 1986 angehört. Ihr Anliegen ist es, den Anteil an Frauen in der Informatik zu erhöhen. Darüber hinaus ist sie seit 2002 Mentorin in diversen Projekten zur Förderung von Mädchen und jungen Frauen im MINT-Bereich, z. B. im Projekt CyberMentor, „mint:pink“ oder in der Initiative „Komm Mach MINT“.
Im FabLab Bremen e. V. ist Vosseberg seit 2013 aktives Mitglied.
Seit 2015 ist sie Präsidiumsmitglied im Arbeitskreis Software-Qualität und -Fortbildung e. V. und Mitglied im Kuratorium „Deutscher Preis für Software-Qualität“, dessen Vorsitzende sie 2021 war.
Vosseberg ist seit 2021 Mitglied im Aufsichtsrat der HIS Hochschul-Informations-System eG.

## Trivia
Zum Skizzieren und Verdeutlichen komplexer Sachverhalte erstellt Vosseberg Sketchnotes. Solche visuellen Notizen und Erinnerungsprotokolle fertigt sie auch zu Vorträgen und Meetings an.

## Schriften
- Vosseberg ist Mitglied im Herausgebergremium der Reihe „Proceedings“ der „GI-Edition: Lecture Notes in Informatics“, ISSN 1617-5468 (LNI)[15]
- V. Oechtering; K. Vosseberg: Changing the university education of computer science. In: IEEE (Hrsg.): 1999 International Symposium on Technology and Society - Women and Technology: Historical, Societal, and Professional Perspectives. Proceedings. Networking the World (Cat. No.99CH37005). 1999, ISBN 0-7803-5617-9, S. 73–79, doi:10.1109/ISTAS.1999.787311 ().